# Catherine Colomb
Catherine Colomb (Saint-Prex, 18 augustus 1892 - Prilly, 13 november 1965) was een Zwitserse schrijfster.

## Biografie
Catherine Colomb was een dochter van Victor-Arnold Colomb, eigenaar van het kasteel en de wijngaarden van Saint-Prex, en van Jeanne Champ-Renaud. In 1921 huwde ze Jean Reymond, advocaat. Omdat haar moeder overleed toen ze vijf jaar oud was, werd ze grootgebracht door haar grootmoeder. Ze bracht haar jeugd door in Begnins en vervolgens in Lausanne, waar ze in 1916 haar klassieke studies beëindigde met een licentiaat in de letteren. Ze schreef een doctoraal proefschrift over Béat Louis de Muralt, maar zou dit uiteindelijk niet verdedigen. Voor haar huwelijk woonde ze in Yverdon-les-Bains, Lausanne en Prilly en verbleef ze lange tijd in Duitsland, Engeland en Parijs.
In 1921 begon ze in het geheim te schrijven. In 1934 publiceerde ze haar eerste roman Pile ou Face onder het pseudoniem Catherine Tissot. In de jaren daarna bracht ze grofweg om de tien jaar een nieuw boek uit, toen telkens onder haar eigen naam. Het ging om Châteaux en enfance uit 1945, Les Esprits de la terre uit 1953 en Le Temps des anges uit 1962, die alle drie ook in het Duits zijn vertaald. Ze zou tot haar overlijden in 1965 werken aan een laatste roman, Les Royaumes combattants, die echter onafgewerkt zou blijven.
Hoewel ze lid was van de schrijversvereniging van het kanton Vaud, van de Zwitserse schrijversvereniging en van de Association suisse des femmes universitaires, hield ze zich grotendeels afzijdig van de literaire stromingen uit haar tijd. Haar werk werd kritisch onthaald door de traditionele critici in Romandië, maar werd opgemerkt door de Zwitserse dichter Gustave Roud en de Franse schrijver Jean Paulhan alvorens haar œuvre erkenning kregen als een van de belangrijkste van de tweede helft van de 20e eeuw.

## Onderscheidingen
- Prix de la Guilde du Livre (1945)
- Prix du Livre vaudois (1956)
- Prix Rambert (1962)

## Werken
- (fr)  Pile ou Face, 1934 (onder het pseudoniem Catherine Tissot).
- (fr)  Châteaux en enfance, 1945.
- (fr)  Les Esprits de la terre, 1953.
- (fr)  Le Temps des anges, 1962.
- (fr)  Volledig werk, 3 delen, 1993.